# Илзе Брем
Илзе Брем (на немски: Ilse Brem) е австрийска поетеса и писателка.

## Биография и творчество
Илзе Брем е родена на 22 март 1945 г. в Агсбах, в долината Вахау, Австрия. Отраства в Пьохларн и в Марбах ан дер Донау и учи в Пьохларн и Санкт Пьолтен.
Следва медицина и работи в болница след дипломирането си. През 1972 г. се премества във Виена.
Първата ѝ книга, стихосбирката „Отражения“ (Spiegelungen), е издадена през 1979 г.
Авторката пише поезия и проза, рисува графики, акварели и колажи, и сама илюстрира книгите си. Стиховете ѝ са преведени на дванадесет езика, вкл. английски, словенски, словашки, български, унгарски, испански, руски, полски, френски, фламандски, китайски език и на арабски езици.
Носителка е на редица награди за литература. Член е на австрийския ПЕН клуб, на Асоциацията на австрийските писатели, на Хумболтовото общество и на Лайпцигската поетична библиотека.
Илзе Брем живее със семейството си във Виена.

## Произведения

### Поезия
- Spiegelungen (1979)[2][4]
- Beschwörungsformeln (1981)
- Lichtpunkte (1983)
- Stationen (1984)
- Aufbruch zur Hoffnung (1986)
- Die Antwort ist Schweigen (1987)
- Funksprüche (1988)
- Grenzschritte (1990)
- Spuren der Stille (1991)
Ангел от камък, изд. „АБГ“ (1993), прев. Кръстьо Станишев (избрано от Die Antwort ist Schweigen; Grenzschritte; Spuren der Stille)
- Licht der Schatten (1995)[3]
- Bruchstücke (1999)
- Nur ein kurzer Flügelschlag (2007) – стихотворения и графики
- Unter einem fremden Himmel (2013) – стихотворения и графики

### Сборници
- Das Lied überm Staub (1984) – есета[2]
- Das Gesicht im Gesicht (1985) – проза и стихове
- Verschwiegene Landschaften (1996) – разкази
- Fragezeichen (2001) – разкази
- Gitter (2003) – проза и стихове
- Wortbrücken (2005) – разкази, стихотворения и графики
- Dni Policzone (2005) – разкази, стихотворения и графики[4]
- Licht am Horizont (2010) – разкази, стихотворения и графики

## Награди
- 1981 Награда „Теодор Кьорнер“ за поезия[2]
- 1994 Награда „Теодор Кьорнер“ за проза
- 1996 Награда за литература на провинция Долна Австрия
- 2012 1-ва награда от Библиотеката на Лайпциг за поезия